# Кряжков, Валентин Митрофанович
Валентин Митрофанович Кряжков (15 августа 1928 — 20 августа 2016) — советский учёный в области ремонта и эксплуатации сельскохозяйственных машин, ректор Ленинградского сельскохозяйственного института (1974—1978), академик ВАСХНИЛ (1978), академик РАСХН (1992), академик РАН (2013).

## Биография
Родился 15 августа 1928 года в селе Михайловское Новооскольского района (ныне — Белгородской области).
В 1947 году с отличием окончил Ново-Оскольский техникум механизации сельского хозяйства. В период учёбы работал трактористом, комбайнером, участковым механиком машинно-тракторной станции, после окончания техникума работал в нём инструктором.
В 1953 году с отличием окончил Ленинградский институт механизации сельского хозяйства.
В 1954 году в результате слияния трёх институтов сельскохозяйственного профиля образовался Ленинградский сельскохозяйственный институт, с которым в дальнейшим и были связаны первые двадцать четыре года научно-педагогической деятельности Валентина Митрофановича — аспирант (1953—1957, защитил кандидатскую диссертацию на тему: «Применение металлизации напылением для восстановления внутренних цилиндрических поверхностей автотракторных деталей»), затем ассистент, старший преподаватель, доцент кафедры ремонта машин и декан заочного факультета (1961), декан инженерного факультета (1963).
В 1968 году В. М. Кряжков стал заведующим кафедрой ремонта машин и организовал первую в сельскохозяйственных вузах отраслевую научно-исследовательскую лабораторию по изысканию прогрессивных методов восстановления и повышения долговечности деталей сельскохозяйственной техники механизированными видами наплавки и сварки. В 1978 году он организовал проблемную научно-исследовательскую лабораторию по повышению ресурса отремонтированных энергонасыщенных тракторов и был первым её заведующим.
В 1974 году. защитил диссертацию на соискание учёной степени доктора технических наук на тему: «Научные основы восстановления работоспособности сопряжения деталей сельскохозяйственных тракторов применением металлопокрытий и упрочняющей технологии». В 1975 году был утверждён в звании профессора.
С 1974 по 1978 годы занимал должность ректора Ленинградского сельскохозяйственного института.
В декабре 1978 года был переведён на должность председателя президиума отделения ВАСХНИЛ по Нечернозёмной зоне РСФСР (Пушкин). С этого времени и до переезда в 1983 году в Москву параллельно оставался в должности профессора кафедры (по совместительству).
В 1978 году был избран академиком ВАСХНИЛ, в 1992 стал академиком РАСХН, а с 2013 года — академиком РАН (в рамках присоединения РАСХН).
Вице-президент ВАСХНИЛ, председатель Президиума Отделения по Нечернозёмной зоне РСФСР ВАСХНИЛ (1978—1983), директор Всероссийского НИИ механизации сельского хозяйства (1984—1999), с 1999 года — генеральный директор Центра научно-технического обеспечения регионального машиностроения РАСХН.
Скончался 20 августа 2016 года. Похоронен на кладбище «Игумново-Кратово» Раменского района Московской области (сектор 1).

## Научная деятельность
Видный ученый в области ремонта и эксплуатации сельскохозяйственных машин.
Сфера научных интересов: разработка технологий и машин для растениеводства; эффективные энергоносители для АПК на основе различных видов газа, биотоплива; автоматизация мобильных и стационарных процессов в агропромышленном комплексе; повышение надёжности и качества машин за счёт применения высокопрочных элементов и коренного улучшения систем очистки топлива, воздуха и масла.
Автор более 350 научных трудов, из них — свыше 30 книг и брошюр, 20 авторских свидетельств на изобретения.
Под его руководством подготовлено 40 кандидатов технических наук и 27 докторов технических наук.

## Награды
- Орден Трудового Красного Знамени (1986)
- Орден «За заслуги перед Отечеством» 4 степени (1999)
- Медаль «В ознаменование 100-летия со дня рождения Владимира Ильича Ленина» (1970)
- Заслуженный деятель науки и техники РСФСР (1989)
- почетный гражданин штатов Оклахома и Небраска США